# ブラッロ・ディ・プレゴーラ
ブラッロ・ディ・プレゴーラ（伊: Brallo di Pregola）は、イタリア共和国ロンバルディア州パヴィーア県にある、人口約500人の基礎自治体（コムーネ）。

## 地理

### 位置・広がり

#### 隣接コムーネ
隣接するコムーネは以下の通り。括弧内のPCはピアチェンツァ県所属を示す。
- ボッビオ (PC)
- チェリニャーレ (PC)
- コルテ・ブルニャテッラ (PC)
- サンタ・マルゲリータ・ディ・スタッフォラ
- ツェルバ (PC)

### 気候分類・地震分類
気候分類では、zona F, 3772 GGに分類される。
また、イタリアの地震リスク階級 (it) では、zona 3 (sismicità bassa) に分類される
。

## 行政

### 分離集落
ブラッロ・ディ・プレゴーラには、以下の分離集落（フラツィオーネ）がある。
- Barostro, Bocco, Bralello, Casone, Cencerate, Colleri, Collistano, Corbesassi, Cortevezzo, Feligara, Lama Inferiore, Pianellette, Piani del Lesima, Pietranatale, Ponti, Pratolungo, Pregola, Rovaiolo, Selva, Someglio, Valformosa, Valle Superiore